# Gouvy (Belgique)
Pour les articles homonymes, voir Gouvy.
Pour le compositeur français, voir Louis Théodore Gouvy.
Gouvy (wallon : Gouvi, luxembourgeois : Gäilech/Geilech/Gellich, en allemand Geilich) est une commune francophone de Belgique située en Région wallonne dans la province de Luxembourg, ainsi qu'un village en faisant partie. Avant la fusion des communes de 1977, le village faisait partie de la commune de Limerlé.

## Géographie

### Localisation
La commune de Gouvy se situe en Belgique dans la province de Luxembourg. La commune est délimitée à l’est par la province de Liège et au sud-est par le Luxembourg. Elle est la commune la plus à l'est de la province de Luxembourg.
| Vielsalm   | Vielsalm      | Vielsalm         |
| Houffalize | Gouvy         | Burg-Reuland     |
| Houffalize | Wincrange (L) | Troisvierges (L) |

### Altitude
La commune de Gouvy a une altitude moyenne de 488,25 m. Son point le plus haut se situe entre Langlire et Lomré et est à 592,5 m d’altitude. Son point le plus bas se situe à Rettigny avec 384 m d’altitude.
Gouvy se situe quant à lui entre 440 m et 530 m d’altitude.

### Superficie
La commune de Gouvy a une superficie totale de 165,11 km2.

### Localités
La commune de Gouvy est divisée en 23 villages, répartis en 5 sections qui représentent les anciennes communes d'avant la fusion de 1977 :

#### Sections
| # | Nom       | Superf. (km²) | Habitants (2023) | Habitants par km² | Code INS |
| - | --------- | ------------- | ---------------- | ----------------- | -------- |
| 1 | Bovigny   | 42,66         | 1.280            | 30                | 82037A   |
| 2 | Beho      | 22,95         | 902              | 39                | 82037B   |
| 3 | Limerlé   | 43,24         | 1.932            | 45                | 82037C   |
| 4 | Cherain   | 26,59         | 754              | 28                | 82037D   |
| 5 | Montleban | 29,93         | 619              | 21                | 82037E   |

#### Villages et hameaux
- Limerlé : Gouvy, Cherapont, Limerlé, Steinbach ;
- Bovigny : Courtil, Cierreux, Rogery, Halconreux,Honvelez, Bovigny ;
- Beho : Deiffelt, Ourthe, Wathermal, Beho ;
- Cherain : Vaux, Brisy, Sterpigny, Rettigny, Renglez, Bistain, Cherain ;
- Montleban : Langlire, Baclain, Lomré, Halonru, Montleban.

### Climat
| Mois                              | jan. | fév. | mars | avril | mai  | juin | jui. | août | sep. | oct. | nov. | déc. | année |
| --------------------------------- | ---- | ---- | ---- | ----- | ---- | ---- | ---- | ---- | ---- | ---- | ---- | ---- | ----- |
| Température minimale moyenne (°C) | −1,9 | −0,9 | −0,2 | 2,1   | 6,1  | 9,2  | 11,1 | 10,5 | 7,4  | 4,9  | 1,7  | 0,7  | 3,9   |
| Température moyenne (°C)          | 0,8  | 1,1  | 4,2  | 7,5   | 11,5 | 14,5 | 16,5 | 16   | 12,4 | 8,7  | 4,5  | 1,6  | 8,27  |
| Température maximale moyenne (°C) | 3,5  | 4,5  | 8,6  | 13    | 16,8 | 19,9 | 21,9 | 21,5 | 17,4 | 12,6 | 7,3  | 4,1  | 12,5  |
| Précipitations (mm)               | 107  | 87   | 83   | 61    | 74   | 75   | 80   | 90   | 79   | 83   | 92   | 127  | 1 040 |

## Démographie

### Évolution démographique de la commune fusionnée
En tenant compte des anciennes communes entraînées dans la fusion de communes de 1977, on peut dresser l'évolution suivante:
Les chiffres des années 1831 à 1970 tiennent compte des chiffres des anciennes communes fusionnées.
- Source: DGS , de 1831 à 1981=recensements population; à partir de 1990 = nombre d'habitants chaque 1 janvier[3]

## Histoire

### Seconde Guerre mondiale
C’est de Gouvy qu’a été tiré le 8 septembre 1944 le premier V2, en direction de Paris ; en cinq minutes, il atteignit Maisons-Alfort,.

## Héraldique
|  | La commune possède des armoiries. Il s’agit des armoiries de l’ancienne commune de Cherain octroyées en 1962. Blasonnement : Écartelé : aux 1 et 4 parti à dextre de gueules à un bélier passant d’argent (qui est de Zaluski) à senestre d’argent à trois fleurs de lis de sable au pied posé (qui est de Rivière d’Arschot) ; aux 2 et 3 d’argent à cinq fasces de gueules, au lion d’or armé et lampassé de gueules (qui est de Hayne). - Délibération communale : 15 juillet 1977 - Arrêté royal : 12 février 1980 - Moniteur belge : 11 juin 1980 Source du blasonnement : Lieve Viaene-Awouters et Ernest Warlop, Armoiries communales en Belgique, Communes wallonnes, bruxelloises et germanophones, t. 1 : Communes wallonnes A-L, Bruxelles, Dexia, 2002, p. 385. |

## Politique et administration

### Conseil et collège communal 2024-2030
Ci-dessous, le tableau des résultats des élections communales de 2024.
| Parti | Parti                 | Voix (2024) | Voix (2018) | % (2024) | % (2018) | +/-   | Sièges  | +/-  | Collège |
| ----- | --------------------- | ----------- | ----------- | -------- | -------- | ----- | ------- | ---- | ------- |
|       | Équipe du Bourgmestre | 1.904       | -           | 57,57%   | -        | 0.0 % | 11 / 17 | 11.0 | Oui     |
|       | ADN                   | 999         | -           | 30,21%   | -        | 0.0 % | 5 / 17  | 5.0  | Non     |
|       | Oser                  | 404         | -           | 12,22%   | -        | 0.0 % | 1 / 17  | 1.0  | Non     |
|       | HORIZON NEUF          | -           | 1.585       | -        | 47,43%   | 0.0 % | - / 17  | 10.0 | Non     |
|       | ENSEMBLE              | -           | 1.137       | -        | 34,02%   | 0.0 % | - / 17  | 6.0  | Non     |
|       | ROC 2018              | -           | 369         | -        | 11,04%   | 0.0 % | - / 17  | 1.0  | Non     |
|       | PROJET ACTION         | -           | 251         | -        | 7,51%    | 0.0 % | - / 17  | 0.0  | Non     |
| Total | Total                 | 3 307       | 3 342       | 100 %    | 100 %    |       | 17      |      |         |

| Collège communal   |                         |                                     |
| ------------------ | ----------------------- | ----------------------------------- |
| Bourgmestre        | Véronique Léonard       | Les Engagés - Équipe du Bourgmestre |
| 1er Échevine       | Marine Winand           | Les Engagés - Équipe du Bourgmestre |
| 2e Échevin         | Raphael Schneiders      | MR - Équipe du Bourgmestre          |
| 3e Échevin         | Michel Marenne          | Les Engagés - Équipe du Bourgmestre |
| 4e Échevin         | Bernard Lebrun          | Les Engagés - Équipe du Bourgmestre |
| Présidente du CPAS | Isabelle Lemaire Santos | Les Engagés - Équipe du Bourgmestre |

### Jumelages
Gouvy est jumelée avec :
- Suze-la-Rousse (France) depuis 2003, commune de la Drôme (Auvergne-Rhône-Alpes) ;
- Mansura (Louisiane) (États-Unis).

### Sécurité et secours
La commune fait partie de la zone de police Famenne-Ardenne pour les services de police, ainsi que de la zone de secours Luxembourg pour les services de pompiers. Le numéro d'appel unique pour ces services est le 112.

## Patrimoine et culture

### Patrimoine architectural
La commune de Gouvy compte une vingtaine de bâtiments classés. La plupart sont des églises, des chapelles et des châteaux-fermes souvent érigés au cours du XVIIe siècle et/ou du XVIIIe siècle dans les différents villages et hameaux. 
Le buffet et l'orgue de l'église des Saints-Pierre-et-Paul à Steinbach sont repris sur la liste du patrimoine immobilier exceptionnel de la Wallonie.

### Culture
Tous les ans, au mois d’août, a lieu le Jazz & Blues Festival de Gouvy, à la ferme de la Madelonne et Tribes Gathering Festival à Steinbach.

## Économie
La commune de Gouvy a la particularité de compter trois brasseries de production sur son territoire :
- la brasserie Lupulus (ex Les Trois Fourquets) brasse les bières Lupulus à Courtil ;
- la brasserie Oxymore produit l'Oxymore à Limerlé ;
- la microbrasserie de la Madelonne produit La Madelonne à Sterpigny.

### Mobilité

#### SNCB
La commune est traversée par la ligne 42 Rivage - Gouvy, prolongée au nord par la ligne 43 jusqu’à Liège et au sud par la ligne 10 jusqu’à Luxembourg.   
La Gare de Gouvy est desservie par les trains IC-33. Ceux-ci relient Liège à Luxembourg à raison d’un voyage par heure en semaine et toutes les deux heures le weekend. En heure de pointe, quelques trains P renforcent l’offre entre Gouvy et Liège.  

#### Bus
Plusieurs lignes d’autobus circulent dans les vingt-trois villages de la commune de Gouvy.
TEC Namur-Luxembourg
TEC Namur-Luxembourg
- R-Ligne 14/7 Houffalize - Gouvy - Schmiede
- S-Ligne 18 Montleban - Houffalize - Bastogne
- S-Ligne 18/2 Hallonru - Rettigny - Cherain
- R-Ligne 18/3 Houffalize - Cherain - Sart - Vielsalm - Gouvy
- S-Ligne 18/4 Gouvy - Beho - Commanster - Vielsalm
- R-Ligne 89 Bastogne - Houffalize - Gouvy - Vielsalm
- R-Ligne 163c Bastogne - Houffalize - Gouvy
- R-Ligne 163d Gouvy - Tavigny - Bastogne
- S-Ligne 163d2 Gouvy - Limerlé - Houffalize

TEC Liège-Verviers
TEC Liège-Verviers
- R-Ligne 142 Esneux - Trois-Ponts - Gouvy
- S-Ligne 848 Saint-Vith - Aldringen - Gouvy

RGTR
RGTR
- R-173 Troisvierges - Saint-Vith

Légende:
R - Ligne régulière
S - Ligne scolaire

#### Mobilité douce
La commune de Gouvy est le point de départ de la ligne de RAVeL 163 longue de 57 km qui relie Gouvy à Bastogne et Libramont ainsi que de la ligne de RAVeL W9 et 47 longue de 32,5 km qui relie Gouvy à Troisvierges et Saint-Vith

#### Randonnées et VTT
De nombreux sentiers balisés de randonnées pédestres et VTT recouvrent l’entièreté de la commune de Gouvy. La carte de ses sentiers est a retrouvée au Syndicat d’Initiative, Place de la Gare, 31 à Gouvy.